# Запис Пауновића крушка (Балуга)
Запис Пауновића крушка (Балуга) се налази на парцели чији је власник Пауновић Милољуб.

## Локација
| Општина             | Чачак                                                                       |
| Катастарска општина | Балуга Трнавска                                                             |
| Потес               | Џигерија                                                                    |
| Координате          | 43° 51′ 42″ С; 20° 25′ 24″ И / 43.861600000000003° С; 20.423200000000001° И |
| Надморска висина    | 243m                                                                        |

## Карактеристике
Дендрометријске вредности утврђене на терену и сателитским снимцима:
| Стабло                     | Крушка |
| Висина стабла              | m      |
| Обим дебла                 | m      |
| Пречник крошње             | 5m     |
| Пречник дебла              | m      |
| Висина дебла до прве гране | m      |

## База записа
Запис је у оквиру Викимедија пројекта "Запис - Свето дрво" заведен под редним бројем 0933.